# Волпони (Сијена)
Волпони је насеље у Италији у округу Сијена, региону Тоскана.
Према процени из 2011. у насељу је живело 21 становника. Насеље се налази на надморској висини од 168 м.